# Dorylomorpha kurodakensis
Dorylomorpha kurodakensis är en tvåvingeart som beskrevs av Morakote och Kôji Yano 1990. Dorylomorpha kurodakensis ingår i släktet Dorylomorpha och familjen ögonflugor. Inga underarter finns listade i Catalogue of Life.